# Johnny Hates Jazz
Johnny Hates Jazz (Johnny nesnáší jazz) je britská hudební skupina, která se skládá z Clarka Datchlera (vokály, piáno), Calvina Hayese (klávesy) a Mike Nocita (bass). Mezi jejich hity patří písně jako "Shattered Dreams" (UK #5, US #2), "I Don't Want to Be a Hero" (UK #11, US #31) a "Turn Back the Clock" (UK #12).
Pojmenovali se podle jednoho přítele, který skutečně nesnáší jazz. Ironické na tom všem je to, že jejich debutní výstup byl proveden právě v jazz klubu.

## Diskografie
- 1988 Turn Back the Clock (Virgin Records)
- 1991 Tall Stories (Virgin Records)
- 1993 The Very Best of Johnny Hates Jazz (Disky Records)
- 2000 Best of the 80's (Disky Records)
- 2003 The Very Best of Johnny Hates Jazz (EMI Gold)